# Sclerophrys lemairii
Sclerophrys lemairii – gatunek afrykańskiego płaza bezogonowego z rodziny ropuchowatych (Bufonidae).

## Taksonomia
Gatunek ten opisał w 1901 roku George Albert Boulenger, nadając mu nazwę Bufo lemairii. W 2006 roku Frost i inni przenieśli go do rodzaju Amietophrynus. Ohler i Dubois w 2016 roku wykazali, że nazwa Amietophrynus jest młodszym synonimem nazwy Sclerophrys.

## Występowanie
Płaz występuje na bardzo rozległym obszarze. Sięga on na północnym zachodzie Konga, obejmuje południową Demokratyczną Republikę Konga, wschód Angoli, północno-wschodnią Namibię, północną Botswanę oraz zachodnią i południowo-zachodnią Zambię.
Jego siedlisko to głównie bagna i sezonowo zalewane tereny trawiaste.

## Rozmnażanie
Gromadzą się w dużych ilościach, by się rozmnożyć, co ma miejsce na bagnach i zalanych obszarach trawiastych.

## Status
Choć o płazie tu opisywanym wiadomo niewiele, podczas rozmnażania się wydaje się liczny. Trend liczebności jego populacji nie jest znany.
Obecnie nie mówi się jeszcze o poważnym zagrożeniu, choć może się ono pojawić w przyszłości na skutek rozwoju rolnictwa czy osadnictwa.